# The Taqwacores
The Taqwacores egy 2010-es amerikai film, amely  Michael Muhammad Knight azonos című regénye alapján készült, és a hitüket átértelmező, tanításaival birkózó muzulmán punkokról szól. A taqwacore az amerikai muzulmán punkmozgalom elnevezése.

## Cselekmény
|  | Alább a cselekmény részletei következnek! |

Yusif, a mérnökhallgató beköltözik egy buffalói iszlám házba, ahol fiatal muzulmán punkok élnek. A film azt mutatja be, hogyan szakítanak a ház lakói a társadalmi tradíciókkal, miként próbálják meg hitüket saját felfogásuk szerint gyakorolni, szabados életükkel összeegyeztetni. A film végén több banda ad koncertet, de az este botrányba fullad, amikor az egyik, a vallási előírásokat szigorúan betartó együttes tagjai agyonrugdossák a konvenciókkal nem törődő koncertszervezőt.
|  | Itt a vége a cselekmény részletezésének! |

## Szereposztás
| Szereplő         | Színész        |
| ---------------- | -------------- |
| Yusef            | Bobby Naderi   |
| Csodálatos Ayyub | Volkan Eryaman |
| Jehangir Tabari  | Dominic Rains  |
| Dee Dee Ali      | Denise George  |
| Rabeya           | Kashish Tanwar |
| Umar             | Nav Mann       |

## Punkfilmek
- American Hardcore
- End of the Century
- The Other F Word
- Fejtestvérek